# Tadarida ventralis
Tadarida ventralis е вид прилеп от семейство Булдогови прилепи (Molossidae).

## Разпространение и местообитание
Видът е разпространен в Демократична република Конго, Еритрея, Етиопия, Замбия, Зимбабве, Кения, Малави, Мозамбик, Танзания и Южен Судан.
Обитава каньони, храсталаци и савани в райони с тропически и субтропичен климат, при средна месечна температура около 21,3 градуса.